# 华北岩黄耆
华北岩黄耆（学名：Hedysarum gmelinii），为豆科岩黄耆属下的一个种。

## 扩展阅读
維基物種上的相關：华北岩黄耆